# Митюрёв, Юрий Константинович
Ю́рий Константи́нович Митюрёв (28 сентября 1949 — 8 октября 2019) — главный архитектор Санкт-Петербурга с ноября 2008 года по 2013 год, первый заместитель председателя комитета по градостроительству и архитектуре Санкт-Петербурга до июля 2014 года.

## Биография
Окончил Ленинградский институт живописи, скульптуры и архитектуры имени И. Е. Репина (1972).
Профессиональную деятельность начал в 1972 году.
Работал в институтах Ленпромстройпроект, ЛГПИ, ЛенНИИпроект.
С 1991 года создал и возглавил собственную архитектурную мастерскую. Сперва это было ООО «АММ-проект», позднее — ООО «Студио-АММ».
С 2000 по 2006 годы возглавлял негосударственный архитектурный коллектив НП «Объединение архитектурных мастерских».
Скончался 8 октября 2019 года. Похоронен на Смоленском православном кладбище.

### Деятельность
На посту главного архитектора Санкт-Петербурга Ю. К. Митюрёв добился изменения нескольких проектов в процессе строительства. В частности, по поручению губернатора В. И. Матвиенко добился уменьшения площади торгового центра на Стремянной улице, 21/5, что на углу с улицей Марата; в 2009 году были срезаны бетонные перекрытия, вылезавшие за красную линию улицы Марата. Митюрёв отмечал в интервью «Канонеру»: «Мы достигли договорённости, и инвестор срезал эти „балконы“ с уже построенного здания». В 2019 году в комментарии «Деловому Петербургу» он вспоминал историю десятилетней давности: «После того как мы сделали первое архитектурное согласование, работа ушла в одну очень техническую компанию. Там, под давлением заказчика, очень сильно увеличили консоли. Если в нашем проекте консоль была метр, то в процессе работы она доросла до трёх с половиной. Всё здание „висело“ над улицей. И эти проектировщики в один голос говорили, что ничего [относительно изначальной версии] не изменилось».
Также был исправлен облик торгового центра «Невский центр» на Невском проспекте, 114—116, а конкретно вид на него с Пушкинской улицы. В эфире «Эха Петербурга» Митюрёв говорил, что КГА придумал два способа исправления ситуации, и все они не предполагают демонтаж этажей-нарушителей. Чтобы со стороны Пушкинской улицы не казалось, что над трёхэтажным зданием «фактически стоит ещё одно такой же высоты», было решёно «выкрасить крышу не светлой краской, а тёмной». «В качестве фона мы пытаемся выполнить иллюзию труб, которые для Петербурга характерны. Я знаю ряд примеров, когда эти трубы делались не функциональными, а искусственными, с тем чтобы сделать силуэт более привычным. То есть идёт работа по сокращению количества стекла на этом фасаде», — поведал Митюрёв о втором ноу-хау. Уже после выполнения всех операций и открытия «Невского центра» в 2010 году Митюрёв подытожил: «Что касается „Стокманна“, то попытки исправить ситуацию всё-таки дали положительный результат — откорректирован вид с Пушкинской улицы».

## Награды
Удостоен звания «Заслуженный архитектор России» (2002).
Являлся членом правления Союза архитекторов РФ и СПб. С 2007 года — советник Академии архитектуры РФ, профессор международной академии архитектуры, доцент Института им. И. Е. Репина, лауреат конкурсов «Архитектон» (Санкт-Петербург) и «Зодчество» (Москва).
Юрий Митюрёв участвовал во всероссийских и международных конкурсах и смотрах: на реконструкцию дока в Лимерике (Ирландия, 3-я премия), острова «Новая Голландия» (1-я премия), Крестовского острова (1-я премия) — принимал участие в разработке проекта на строительство многофункционального комплекса «Балтийская жемчужина».

## Постройки
- Жилой комплекс на Боткинской ул. — самое известное творение Митюрёва, построенное на месте снесённых зданий Военной академии — вызвал скандал и стал героем фильма Александра Сокурова, посвящённого «архитектурным ошибкам» Петербурга.
- ЖК «Южные ворота II». М. Балканская ул., 20 / Дунайский просп., 31, корп. 1
- Офис компании «Лукойл». Аптекарская наб., 8.
- Жилой дом и библиотека. г. Зеленогорск, просп. Ленина, 25
- ЖК «Royalpie». г. Пушкин, Ленинградская ул., 46
- ЖК «Дом в Итальянском саду». Литейный просп., 59х
- ЖК «Клубный дом Морской 28». Морской просп., 28
- ЖК на ул. Одоевского, 28
- Первый медицинский институт имени И. П. Павлова. Институт детской гематологии и трансплантологии имени P. М. Горбачёвой. ул. Рентгена, 14
- ЖК Рюхина ул., 10 / Морской просп., 30
- Жилой дом. Рюхина ул., 12
- ЖК «Сосновка». Северный просп., 18 / просп. Художников, 1
- ЖК «Живой родник». просп. Энгельса, 93 / просп. Энгельса, 97
- Участвовал в изменении проекта и достройке здания по адресу ул. Марата, 5 / Стремянная ул., 21[8]